# Battlefield Hardline
Battlefield: Hardline (укр. «Поле битви: без компромісів») — мультиплатформенна відеогра жанру аркадного шутера від першої особи, дванадцята за рахунком в серії ігор Battlefield, що розробляється компанією Visceral Games в партнерстві з EA DICE та видавана Electronic Arts для платформ PC, PlayStation 3, PlayStation 4, Xbox 360 і Xbox One. Дата виходу гри — 17 березня 2015 року.

## Ігровий процес

### Основи
На відміну від інших ігор серії Battlefield, ця гра присвячена не війні, а протистоянні поліції та бандитів. Відповідно змінені режими в мультиплеєрі, список доступної зброї і техніки. Гра орієнтована передусім на сутички з використанням вогнепальної зброї. Цілі гри залежать від обраного режиму, але фабула здебільшого полягає в тому, що злочинці прагнуть вкрасти певну суму грошей, а поліцейські повинні перешкодити цьому. Гра дозволяє використовувати поранених противників: їх можна допитати і дізнатися місцезнаходження інших противників. Як і ігри основої серії, Hardline використовує систему «квитків» на відродження убитих.
Борючись із ворогами, гравці отримують гроші замість очок досвіду, за які купують зброю і спорядження. В Battlefield Hardline є такі можливості бою в умовах міста як визирання з-за укриття, підбирання розкиданої по карті зброї, відблиски снайперських прицілів. Вогонь на придушення тут наявний, але має набагато менше значення, ніж у іграх серії Battlefield, присвячених війні. Нововведенням для серії стало те, що при вбивстві свого персонажа гравець бачить поранення куди саме стало причиною смерті. Також у Battlefield Hardline збільшилася кількість фраз бійців і коментаторів, що дозволяє краще орієнтуватися в обстановці.

### Класи бійців
- Оператор (англ. Operator) — спеціалізується на безпосередньому бою, використовуючи гвинтівки, карабіни й пістолети. Додатково здатний допомагати товаришам аптечками і оживленням палих (в тому числі самого себе, якщо поранення не однозначно смертельне).
- Механік (англ. Mechanic) — зосереджений на виведенні з ладу ворожої техніки і ремонті союзної, мінуванні та саперній справі. Його зброя — пістолети-кулемети і револьвери.
- Інфорсер (англ. Enforcer) — підтримує команду, розносячи боєприпаси і прикриваючи вогнем зі штурмових гвинтівок, дробовиків і пістолетів.
- Професіонал (англ. Professional) — зосереджений на дистанційному бою з допомогою снайперських гвинтівок і автоматів.

### Режими
- Криваві гроші (англ. Blood Money) — бандити намагаються вкрасти купу грошей, а поліційські вберегти її. Взявши гроші, команда мусить доставити їх до безпечного місця, противники відповідно прагнуть завадити цьому. Виграє та команда, що першою зуміє забрати вказану суму, або значно перевершить противників до вичерпання відведеного часу.
- Захоплення (англ. Conquest) — команди змагаються у захопленні точок, позначених прапорами. При цьому кожна сторона має запас «квитків» на відродження убитих, який автоматично зменшується в міру переваги противника.
- Перехрестя (англ. Crosshair) — поліція повинна супроводити до безпечного місця важливу особу, а бандити — вбити її. При цьому не можна користуватися технікою, а вбиті не відроджуються.
- Грабіж (англ. Heist) — бандити прагнуть пробратися до сховища з грошима, викрасти дві сумки і втекти. Поліція прагне завадити цьому. Для команди бандитів дається 100 «квитків» на відродження, проте час обмежений.
- Запал (англ. Hotwire) — бандити повинні викрасти кілька одиниць техніки, поліцейські не дають їм цього здійснити. Бандитам потрібно власноруч кермувати технікою, щоб доставити її до вказаного місця, але й поліція може сісти в неї та повернути на місце. Виграють ті, хто першими знищать 500 ворогів або ж матимуть перевагу до вичерпання часу.
- Порятунок (англ. Rescue) — бандити тримають заручників, поліцейські повинні визволити принаймні одного і безпечно супроводити його у вказане місце. Якщо супровід убито, заручник лишається на тому ж місці. Також можна вбити всіх бандитів.
- Командний смертельний матч (англ. Team Deathmatch) — бандити і поліцейські змагаються у знищенні одні одних. Виграє та команда, що першою набере 300 вбивств[6].

## Розробка

### Перші відомості
Чутки про те, що студія Visceral Games працює над грою для серії Battlefield, уперше з'явилися в грудні 2013 року. У кінці травня 2014 року в коді Battlelog були виявлені посилання на гру під назвою Battlefield Hardline, в публічний доступ потрапляє трейлер з нарізками з розрахованої на багато користувачів гри і поодинокої кампанії. 28 травня 2014 року Electronic Arts запускає офіційний сайт гри, на якому повідомляється, що інформація про гру буде розкрита 9 червня 2014 року в ході виставки E3 2014, а очікувана дата виходу гри — осінь 2014 року, що недивно, оскільки восени виходить наступна гра серії Call of Duty — основного суперника серії Battlefield, гра Call of Duty: Advanced Warfare.
Представник Visceral Games у блозі серії Battlefield підтвердив існування гри, тематику (боротьба представників закону проти кримінальних елементів суспільства), прийдешні зміни в розрахованій на багато користувачів складовій і унікальний підхід студії до створення поодинокої кампанії. У своїх повідомленнях в журналі twitter керівник студії Стів Папутіс (англ. Steve Papoutis) повідомляє, що офіційний анонс був запланований на виставку E3 2014, але раз інформація потрапила в мережу раніше наміченої дати, то студії і видавцеві нічого не залишалося, як розкрити деякі деталі раніше. Трейлер гри, що потрапив в загальний доступ, був створений більше 6 місяців тому (грудень 2013 року) і відтоді гра зазнала безліч доопрацювань, які і будуть показані 9 червня 2014 року.
30 травня 2014 року гра Battlefield Hardline стає доступна для передзамовлення. 5 червня 2014 року на офіційному каналі ігор серії Battlefield YouTube публікується перший офіційний трейлер гри, в якому окрім уривків з поодинокої гри повідомляється і дата виходу гри — 21 жовтня 2014 року.

### Бета-версія
Відео із записом ігрового процесу бета-версії на PC потрапило в мережу на початку червня 2014 року.
Для того щоб заполучити доступ до бета версії гри Battlefield Hardline на консолях PlayStation компанія Sony придумала незвичайну акцію. Пряма трансляція прес-конференції Sony на заході E3 2014 проходитиме більш ніж в 40 кінотеатрах на території США і Канади, подивитися трансляції можна абсолютно безкоштовно, але кількість місць обмежена, тому необхідно подати заявку на участь в перегляді. Усім учасникам перегляду, що успішно зареєструвалися, код для доступу до бета-версії гри висилається електронною поштою. Список кінотеатрів, що беруть участь в кампанії, опублікований в офіційному блозі PlayStation.
У кінці прес-конференції Electronic Arts на E3 2014 на сцену вийшов представник компанії Sony і оголосив про доступність бета-версії Battlefield Hardline в PSN для власників консолей PlayStation 4 (кількість місць у бета-тестуванні обмежена) відразу ж по закінченню виступу EA. Для тих, хто не встиг потрапити в число тих, що завантажили бета-версію, опублікована окрема сторінка, на якій можна встати в чергу за запрошенням у бету. Так само EA обіцяє після закінчення бета-тестування подарувати усім його учасникам одне (на вибір) доповнення до гри Battlefield 4.

### Презентація на E3 2014
Visceral Games заявила, що перша офіційна демонстрація гри буде проведена в ході виставки E3 2014, в ході демонстрації буде в прямому ефірі показана розрахована на багато користувачів гра на 32 людини. Презентацію з виставки можна буде дивитися в реальному часі через Інтернет.
Ігровий процес був показаний 9 червня 2014 року в ході прес-конференції Electronic Arts (перед початком заходу був випущений ще один трейлер гри), тоді ж було оголошено початок бета-тестування Battlefield Hardline у версіях для ПК і PlayStation 4.

### Вихід гри
Гра вийшла 17 березня 2015 року.

## Доповнення

### «Criminal Activity» («Злочинність»)
Вийшло 16 червня 2015 року для гравців зі статусом Premium, 30 червня 2015 року для всіх інших.
Ключові особливості
- 4 нові карти.
- 12 нових завдань.
- 5 одиниць озброєння: FN FAL, SIG SG 510, пістолет-кулемет Томпсона, KSG12, цвяхомет.
- 2 типи боєприпасів: пробивні набої для дробовиків, бронебійні набої.
- Гаджет: комплект для штурмовика.
- Режим «Мисливець за нагородами».

### «Robbery» («Грабіж»)
Вийшло 16 вересня 2015 року для гравців зі статусом Premium, 30 вересня 2015 року для всіх інших.
Ключові особливості
- 4 нові карти.
- 10 нових завдань.
- 3 одиниці озброєння для власників додатків: MDC, FN F2000, РПК.
- 10 одиниць озброєння для всіх гравців: FAMAS A1, Carbine M1, Cz Scorpion EVO 3 A1, MP7 HK, Сайга-12K, Barrett M82 .416, FN Five-seveN, ACW-R, L85A2, CAR-556.
- 4 нових гаджети: метальні ножі, M320 Фугас або M79 зі сльозогінним газом, пасажирська аптечка, вогнезахисна маска.
- Режим «Командне пограбування».

### «Blackout» («Темрява»)
Вийшло 3 листопада 2015 року безкоштовно для всіх гравців.
Ключові особливості
- 2 нові карти.
- 2 одиниці озброєння: RO933.300 BLK, M110K5.
- Гаджет: окуляри нічного бачення.

### «Getaway» («Втеча»)
Вийшло 12 січня 2016 року для гравців зі статусом Premium, 26 січня 2016 року для всіх інших.
Ключові особливості
- 4 нові карти.
- 10 нових завдань.
- 3 одиниці озброєння механіка для власників доповнення: M5 Navy, AUG Para, M12S.
- 9 одиниць озброєння для всіх гравців: G17 Race, M5SD, 1887, AWS, SAR-21, UMP-9, EMR M39, RO933 M1, 338-Recon.
- Зброя ближнього бою: пожежна сокира.
- Гаджет: передавач радіоперешкод.
- Режим «Захоплення сумки».

### «Betrayal» («Зрада»)
Вийшло 1 березня 2016 року для гравців зі статусом Premium, 15 березня 2016 року для всіх інших. З'явилася нова можливість «Збройова Майстерня», за допомогою якої можна налаштувати зброю та випробувати її на стрільбищі. Для консольних гравців опція знаходиться в ігровому меню, а для гравців на PC у розділі Екіпірування сервісу BattleLog.
Ключові особливості
- 4 нові карти.
- 13 одиниць озброєння: РПК-74, AUG A3, MX4, M4, M98B, M1903, SP-AR, MP9, парний VZ. 61, A 8S, саморобна зброя, мамонтобій, зброя синдикату.
- 5 одиниць зброї ближнього бою: середньовічний меч, керамбіт, сокира м'ясницька, зубочистка диявола, лопата.